# 綺咲愛里
綺咲愛里（1991年10月30日—），前寶塚歌劇團星組主演娘役。出生於兵庫縣川西市，兵庫縣立寶塚北高等學校演劇科出身。身高163公分，血型A型。愛稱「あーちゃん」。

## 簡介
- 在家中排行老大，有一個小三歲的弟弟和一個小七歲的妹妹。幼稚園時期因家人察覺其音感很好，開始學習鋼琴和古典芭蕾。中學時代加入合唱社，負責鋼琴伴奏。就讀寶塚北高時在鋼琴老師的推薦下決意報考寶塚音樂學校。初次觀劇作品為宙組公演『黎明の風／Passion 愛の旅』[2]。
- 藝名「綺咲」由「綺麗に咲く」而來，有美麗綻放之意，「愛里」則是「里を愛する」，為對家鄉的愛[3]。
- 愛稱「あーちゃん」由憧憬的前輩前星組主演娘役夢咲ねね[4]所命名。
- 2008年4月，寶塚音樂學校入學。96期生。同期生有咲妃みゆ（前雪組主演娘役）、花乃まりあ（前花組主演娘役）、紫藤りゅう。
- 2010年3月，寶塚歌劇團入團。初舞台作品為月組公演『THE SCARLET PIMPERNEL（スカーレット ピンパーネル）（日语：スカーレット・ピンパーネル）』(紅花俠)。之後配屬至星組。
- 2012年，寶塚Bow Hall公演『ジャン・ルイ・ファージョン－王妃の調香師－』中被拔擢飾演主演者紅ゆずる妻子的角色。
- 2014年，東急THEATRE Orb公演『太陽王～ル・ロワ・ソレイユ～（日语：太陽王〜ル・ロワ・ソレイユ〜）』中飾演由柚希禮音主演的路易十四的初戀女性，為本劇雙女主角之一。
  - 同年，於『The Lost Glory —美しき幻影—』新人公演中初次擔綱女主角，並連續三作被拔擢為新人公演女主角。
- 2015年，赤坂ACT劇場、梅田藝術劇場Drama City公演『キャッチ・ミー・イフ・ユー・キャン』(Catch Me If You Can)中初次單獨女主角。
  - 同年，獲得「寶塚歌劇團年度賞」2014年度新人賞。
  - 同年，擔任由日本棋院關西總本部舉辦的「囲碁ガールフェスタ2015グランド大会ミス囲碁ガールコンテスト」特別審查員。
- 2016年，擔任東丸醬油形象大使。
  - 同年，妹妹考上寶塚音樂學校，為104期生[5]。
  - 同年，11月21日就任星組主演娘役，為主演男役紅ゆずる的相手役。就任後初次公開演出為12月的「Takarazuka Special 2016」。
- 2017年，3月大劇場披露公演為初舞台作品『THE SCARLET PIMPERNEL（スカーレット ピンパーネル）』(紅花俠)。
  - 同年，獲得「阪急すみれ会パンジー賞」2017年度娘役賞。
- 2018年，妹妹美里玲菜入團，4月大劇場公演『ANOTHER WORLD／Killer Rouge（キラー ルージュ）』為其初舞台公演，於本作中姊妹同台演出。
  - 同年，以主演娘役身份參與寶塚歌劇團第三次台灣公演。
- 2019年，5月30日於阪神甲子園球場舉行的「宝塚歌劇105周年記念ナイター」活動中，出席日本職棒阪神虎vs.讀賣巨人公式戰之開球式，此為阪急阪神控股集團旗下兩大事業體「寶塚歌劇」與「阪神虎」的首次合作[6][7]。
  - 同年，獲得「寶塚歌劇團年度賞」2018年度優秀賞。
  - 10月13日『GOD OF STARS-食聖-／Éclair Brillant（エクレール ブリアン）』東京公演千秋樂後與相手役紅ゆずる共同退團。

## 主要舞台

### 初舞台公演
- 2010年4月～5月，月組『THE SCARLET PIMPERNEL（スカーレット ピンパーネル）』(紅花俠)

### 星組時代
- 2010年7月～8月，梅田藝術劇場Main Hall、博多座公演『ロミオとジュリエット』(羅密歐與茱麗葉)
- 2010年10月～12月，『宝塚花の踊り絵巻－秋の踊り－／愛と青春の旅だち』(軍官與紳士)
- 2011年4～7月，『ノバ･ボサ･ノバ－盗まれたカルナバル－／めぐり会いは再び－My only shinin' star－』(Nova Bossa Nova／愛情與偶然狂想曲)　新人公演飾演：ボーロ（本役：音波みのり）
- 2011年8月～9月，寶塚Bow Hall公演『ランスロット』(蘭斯洛特)　飾演：幼年期グウィネビア (關妮薇)
- 2011年11月～2012年2月，『オーシャンズ11』(Ocean's Eleven)
- 2012年3月，日本青年館、寶塚Bow Hall公演『天使のはしご』(傲慢與偏見)　飾演：リディア (麗迪亞)
- 2012年5月～8月，『ダンサ セレナータ／Celebrity－セレブリティ－』飾演：カロリーナ　新人公演飾演：リタ（本役：早乙女わかば）
- 2012年9月，寶塚Bow Hall、日本青年館公演『ジャン・ルイ・ファージョン －王妃の調香師－』飾演：ヴィクトワール・ファージョン
- 2012年11月～2013年2月，『宝塚ジャポニズム～序破急～／めぐり会いは再び 2nd ～Star Bride～』(寶塚日本風～序破急～／愛情與偶然狂想曲二部曲)　新人公演飾演：レオニード（本役：音波みのり）『Étoile de TAKARAZUKA（エトワール ド タカラヅカ）』(寶塚之星)　飾演：第20場／プティットアミ　新人公演飾演：第5場／ゴールドアリエス（本役：夢咲ねね）、第12～14場／ヴァルゴファムA（本役：音波みのり）
- 2013年3月～4月，梅田藝術劇場Drama City、日本青年館公演『南太平洋』飾演：リアット
- 2013年5月～8月，『ロミオとジュリエット』(羅密歐與茱麗葉)
- 2013年9月～10月，東京國際論壇、博多座公演　柚希礼音スペシャル・ライブ『REON!!II』
- 2014年1月～3月，『眠らない男・ナポレオン —愛と栄光の涯に—』(不睡的男人・拿破崙—愛與榮光之涯—)　飾演：マリー・ルイーズ (瑪麗·路易莎)　新人公演飾演：テレーズ（本役：音花ゆり）
- 2014年5月～6月，東急THEATRE Orb公演『太陽王～ル・ロワ・ソレイユ～』飾演：マリー　＊雙女主角之一
- 2014年7月～10月，『The Lost Glory —美しき幻影—／パッショネイト宝塚！』飾演：ミラベル　新人公演飾演：ディアナ・キャンベル（本役：夢咲ねね）　＊新人公演初次女主角
- 2014年11月，日本武道館公演　柚希礼音スーパー・リサイタル『REON in BUDOKAN～LEGEND～』
- 2014年12月，寶塚Bow Hall公演『アルカサル ～王城～』飾演：ブランシュ姫
- 2015年2月～5月，『黒豹の如く／Dear DIAMOND!!－101カラットの永遠の輝き－』(如黑豹一般／Dear DIAMOND!!－101克拉的永恆光輝－)　飾演：モニカ　新人公演飾演：カテリーナ・デ・ラミレス（本役：夢咲ねね）　＊新人公演女主角
- 2015年6月～7月，赤坂ACT劇場、梅田藝術劇場Drama City公演『キャッチ・ミー・イフ・ユー・キャン』(Catch Me If You Can)　飾演：ブレンダ・ストロング (布蘭達·史壯)　＊女主角
- 2015年8月～11月，『ガイズ&ドールズ-Guys & Dolls-（日语：ガイズ&ドールズ (宝塚歌劇)）』(紅男綠女)　飾演ミミ　 新人公演飾演：サラ・ブラウン (莎拉·布朗)（本役：妃海風）　＊新人公演女主角
- 2016年1月，東京國際論壇、梅田藝術劇場Main Hall公演『LOVE＆DREAM－I. Sings Disney／II. Sings TAKARAZUKA－』
- 2016年3月～6月，『こうもり…こうもり博士の愉快な復讐劇…／THE ENTERTAINER！』(蝙蝠博士復仇劇／THE ENTERTAINER！)　飾演：イーダ (依達)　新人公演飾演：レブロフ伯爵夫人（本役：万里柚美）
- 2016年6月，寶塚Bow Hall公演『Bow Singing Workshop～星～』
- 2016年8月～11月，『桜華に舞え－SAMURAI The FINAL－／ロマンス！！（Romance）』(舞於櫻華／Romance!!)　飾演：竹下ヒサ (竹下比佐)　新人公演飾演：大給夫人（本役：万里柚美）

### 星組主演娘役時代
- 2017年1月，東京國際論壇公演『オーム・シャンティ・オーム－恋する輪廻－』(Om Shanti Om)　飾演：シャンティプリヤ／サンディ (香緹·妣雅／珊蒂)　＊披露公演
- 2017年3月～6月，『THE SCARLET PIMPERNEL（スカーレット ピンパーネル）』(紅花俠)　飾演：マルグリット・サン・ジュスト (瑪格麗特·桑·裘斯特)　＊大劇場披露公演
- 2017年7月～8月，梅田藝術劇場Main Hall公演『オーム・シャンティ・オーム－恋する輪廻－』(Om Shanti Om)　飾演：シャンティプリヤ／サンディ (香緹·妣雅／珊蒂)
- 2017年9月～12月，『ベルリン、わが愛／Bouquet de TAKARAZUKA（ブーケ ド タカラヅカ）』(柏林，我的愛／Bouquet de TAKARAZUKA（寶塚花束）)　飾演：ジル・クライン (吉兒.克萊茵)
- 2017年10月，第54回『宝塚舞踊会』
- 2018年2月，中日劇場公演『うたかたの恋／Bouquet de TAKARAZUKA（ブーケ ド タカラヅカ）』(泡沫之戀／Bouquet de TAKARAZUKA（寶塚花束）)　飾演：マリー・ヴェッツェラ (瑪莉亞·韋切拉)
- 2018年4月～7月，『ANOTHER WORLD／Killer Rouge（キラー ルージュ）』飾演：お澄 (阿澄)
- 2018年8月～11月，梅田藝術劇場Main Hall、日本青年館、台灣（國家兩廳院國家戲劇院、高雄市立文化中心至德堂）公演『Thunderbolt Fantasy 東離劍遊紀／Killer Rouge 星秀☆煌紅』飾演：丹翡
- 2019年1月～3月，『霧深きエルベのほとり／ESTRELLAS（エストレージャス） ～星たち～』(深霧易北河畔／ESTRELLAS～繁星～)　飾演：マルギット・シュラック (瑪爾吉特.舒拉克)
- 2019年5月，梅田藝術劇場Drama City、日本青年館公演『鎌足−夢のまほろば、大和（やまと）し美（うるわ）し−』飾演：車持与志古娘
- 2019年8月21日、22日，綺咲愛里 Music Salon『My Melody』
- 2019年7月～10月，『GOD OF STARS-食聖-／Éclair Brillant（エクレール ブリアン）』飾演：アイリーン・チョウ (周愛琳)　＊退團公演

## 外部連結
- 寶塚歌劇團公式網頁 （页面存档备份，存于） (日文)
- 寶塚歌劇團中文公式網頁
- 東京都會電視台網站綺咲愛里簡介宝塚カフェブレイク登場人物綺咲愛里，存档于Archive.today（存檔日期 20250422）